# Multiplikatorhjul
Et multipliktorhjul er et stykke grej der anvendes ved lystfiskeri; Det er et fiskehjul  som sidder på oversiden af fiskestangen. Nogen kalder det også for et multihjul.